# Comté de Lee (Mississippi)
Pour les articles homonymes, voir Comté de Lee.
Le comté de Lee est un comté situé dans l'État du Mississippi aux États-Unis. Son siège est Tupelo. Selon le recensement de 2007, sa population était de 80 349 habitants. 